# Münzlay
Münzlay bezeichnet eine Großlage im deutschen Weinbaugebiet Mosel.

## Einzellagen
Die Großlage Münzlay zählt zum Bereich Bernkastel und besteht aus folgenden Einzellagen in den jeweiligen Gemeinden/Ortsteilen:
- Zeltingen: Deutschherrenberg, Himmelreich, Schloßberg, Sonnenuhr
- Wehlen: Sonnenuhr, Rosenberg, Hofberg, Abtei, Klosterberg, Nonnenberg
- Graach: Dompropst, Himmelreich, Abtsberg, Josephshöfer